# Congrès national (Soudan)
Pour les articles homonymes, voir Congrès national.
Le Congrès national (المؤتمر الوطني, transcrit al-Mo'tamar al-Watany ; en anglais National Congress Party - NCP) est un parti politique soudanais fondé en 1998 par des anciens membres du Front islamique national (en). Au niveau international, il est lié à la confrérie des Frères musulmans.
Le Congrès national jouit d'un large soutient au nord du pays. Certains de ses membres ont été élus à la tête de l'Ordre des avocats et de la plupart des organisations faîtières d'agriculteurs du nord du Soudan. Le parti est représenté au sud via l'inclusion des membres du Congrès national du sud au gouvernement. La section sud du parti était dirigée par l'ancien vice-président Moses Machar et Riek Gai Kok.

## Historique
Le Congrès national est fondé en 1998. En 2000, une faction dissidente, le Congrès national populaire, se sépara du Congrès national en raison de divergences entre le président Omar el-Bechir et l'islamiste radical Hassan al-Tourabi.
Lors des élections législatives de décembre 2000, le parti remporta 355 des 360 sièges à pourvoir. L’élection présidentielle de la même année vit Omar el-Bechir réélu avec 86,6 % des voix.
Le Congrès national est, face au Mouvement de libération du peuple soudanais, l'une des deux parties principales aux accords de paix signés en janvier 2005 et qui doivent mettre un terme à la guerre civile.
En 2005, l'Alliance des forces de travail, de l'ancien président Gaafar Nimeiry a fusionné avec le Congrès national.
Le parti a été dissout à la suite du coup d'État du 11 avril 2019 au Soudan, qui fait suite à la révolution soudanaise, dissolution officiellement formalisée le 28 novembre.